# Mata Amritanandamayi
Mātā Amṛtānandamayī, nota come Amma [madre] (devanagari: माता अमृतानंदमयी; malayalam: മാതാ അമൃതാനന്ദമയീ ദേവീ), nata a Alappad Panchayat (Alappad Panchayat, 27 settembre 1953), è una religiosa indiana.
Riconosciuta in tutto il mondo per le istituzioni e servizi umanitari che ha ispirato e sostenuto nell'arco di tre decenni, viene considerata una leader umanitaria e spirituale. Viene spesso chiamata "la santa degli abbracci".

## Biografia

### Le sue origini
Mata Amritanandamayi è originaria di Parayakadavu (ora conosciuto parzialmente come Amritapuri), Alappad Panchayat, Distretto di Kollam, stato del Kerala. Nata da una famiglia di pescatori nel 1953, terza figlia di Sugunanandan e Damayanti. Ha sei tra sorelle e fratelli.

### Dalla infanzia all'età adulta
Quando Amritanandamayi aveva nove anni sua madre si ammalò. Fu ritirata dalla scuola affinché si occupasse della casa e dei sette fratelli e sorelle. Quando andava nelle case del vicinato per raccogliere gli avanzi per le mucche di casa, si trovava di fronte all'estrema sofferenza e povertà degli altri. Quando Amritanandamayi veniva a sapere che qualche famiglia soffriva la fame, prendeva il denaro direttamente dalla piccola riserva di sua madre per acquistare il necessario. Se ciò non era possibile, insisteva ostinatamente con suo padre finché non otteneva un po' di denaro. Quando questi due espedienti non andavano a buon fine, prendeva alimenti crudi dalla modesta dispensa di famiglia e li donava ai bisognosi. Per questo motivo, la sua famiglia che non era affatto ricca, la rimproverava e la puniva. Amritanandamayi cominciò anche ad abbracciare spontaneamente le persone per confortarle dal loro dolore. Nonostante la reazione avversa dei genitori, Amritanandamayi continuò. Per quanto riguarda gli abbracci Amritanandamayi commenta: “Non li vedo come uomini o donne. Non vedo nessuno diverso da me stessa. Un continuo flusso di amore scorre da me verso tutta la creazione. Questa è la mia innata natura. Il dovere di un medico è di curare i pazienti. Allo stesso modo il mio dovere è consolare chi soffre”. Malgrado i numerosi tentativi da parte dei genitori di organizzare il suo matrimonio, Amritanandamayi respinse sempre le loro proposte.

### Inizio delle attività umanitarie
Nel 1981 ha fondato il Mata Amritanandamayi Math (MAM), una fondazione internazionale. Amritanandamayi ha il ruolo di presidente del Math. Oggi il Mata Amritanandamayi Math è impegnato in attività spirituali e umanitarie in tutto il mondo.
Nel 1987 i devoti occidentali la invitarono negli Stati Uniti e in Europa. Da allora viaggia in tutta l'India, Europa, Stati Uniti, Australia, Giappone, Sri Lanka, Singapore, Malesia, Canada, Africa e Sud America. Ripete questi incontri ogni anno.
Con l'aiuto di innumerevoli volontari Amritanandamayi ha esteso le sue attività caritatevoli in tutto il mondo, creando così una rete internazionale di progetti umanitari nota con il nome di Embracing the World (ETW).

## Darshan

### Darshan nella tradizione indù
Darshan in sanscrito significa “vedere”, nella tradizione indù significa "vedere il sacro". Ciò corrisponde in generale alla contemplazione della sacra immagine di una divinità all'interno di un tempio. Si crede che, contemplando l'immagine di una divinità, si assorbano le qualità di tale divinità, quindi si attribuisce ai darshan la capacità di portare buona fortuna, benessere e grazia a coloro che vi ne hanno esperienza.

### Darshan di Mata Amritanandamayi
Coloro che seguono Amritanandamayi usano il termine darshan per descrivere l'abbraccio di Amritanandamayi. Amritanandamayi ha dato i suoi darshan, cioè gli abbracci, sin dalla sua tarda adolescenza. Descrivendo come ciò sia iniziato, Amritanandamayi dice: “Le persone erano solite venire da me per raccontarmi i loro problemi. Loro piangevano e io asciugavo le loro lacrime. Quando piangendo cadevano sul mio grembo io li abbracciavo. Così anche la persona dopo voleva lo stesso trattamento … E così è diventato una consuetudine”. L'organizzazione di Amritanandamayi, il Mata Amritanandamayi Math, sostiene che Amritanandamayi ha abbracciato più di 33 milioni di persone in tutto il mondo in oltre 30 anni. Quando le è stato chiesto, nel 2002, fino a che punto pensa che i suoi abbracci abbiano aiutato a risolvere i mali del mondo, Amritanandamayi ha risposto: “Non posso dire di poterlo fare al cento percento. Cercare di cambiare il mondo [completamente] è come cercare di raddrizzare la coda arricciata di un cane. Però la società nasce dalle persone. Così toccando gli individui, è possibile fare dei cambiamenti nella società e, tramite ciò, nel mondo. Non è possibile cambiarlo, ma è possibile fare dei cambiamenti. La lotta nella mente degli individui è responsabile delle guerre. Così se puoi toccare le persone, puoi toccare il mondo."
Il darshan di Amritanandamayi è il fulcro della sua vita, infatti ha ricevuto persone quasi ogni giorno dalla fine degli anni '70. Con l'aumento delle folle che vengono a cercare la benedizione di Amritanandamayi, ci sono volte in cui Amritanandamayi dona i suoi darshan in modo continuo per più di 20 ore.
Il darshan di Amritanandamayi è anche il simbolo delle sue opere caritatevoli. Il suo abbraccio ha ispirato migliaia di volontari ad unirsi alla rete di progetti umanitari Embracing the World (che significa "Abbracciando il Mondo"). Amritanandamayi afferma che abbracciare qualcuno significa donare e che il suo abbraccio ha lo scopo di risvegliare lo spirito di altruismo delle persone.

## Insegnamenti

### Amritanandamayi sulle religioni
Amritanandamayi dice che la sua religione è l'amore. Non promuove nessuna fede in particolare, lei è "per tutte le religioni e per nessuna". Chiunque, sia egli indù, musulmano, cristiano o non credente, può avvicinarsi e ricevere il suo darshan. Amritanandamayi, a differenza di altri guru, non chiede di seguire pratiche e rituali specifici, ma accetta le pratiche spirituali e le preghiere di tutte le religioni come metodi per purificare la mente. Il suo ashram (centro dedicato alle pratiche spirituali) ha radici nella tradizione indù, ma non è strettamente legato ad essa. Infatti nella zona residenziale di Amma è appesa una foto di Gesù Cristo e nel suo ashram sono benvenuti i visitatori di tutte le confessioni religiose.

### Insegnamenti spirituali
Nel libro The Timeless Path, di Swami Ramakrishnananda Puri, uno dei discepoli più anziani di Amritanandamayi, scrive: "Il sentiero [spirituale] insegnato da Amma è lo stesso che è presentato nei Veda e ricapitolato nelle successive scritture tradizionali come la Bhagavad Gita”. Amritanandamayi afferma: “Karma [azione], jñana [conoscenza] e bhakti [devozione] sono essenziali. Se le due ali di un uccello sono devozione e azione, allora la conoscenza è la sua coda. Solo con l'aiuto di tutti e tre un uccello può raggiungere quote elevate”. Con queste parole, si sottolinea l'importanza della meditazione, del servizio disinteressato [karma yoga] e del coltivare qualità divine come la compassione, pazienza, perdono, autocontrollo, ecc. Amritanandamayi promuove le pratiche spirituali come metodo per migliorare la società, cambiando prima di tutti sé stessi, dicendo: "Figli miei, non provate a cambiare il mondo o le altre persone prima di essere in grado di cambiare voi stessi. Se cercate di cambiare gli altri senza cambiare le vostre attitudini, ciò non avrà alcun effetto. Cambiate voi stessi e il mondo intorno a voi cambierà".

## Opere umanitarie

### Mata Amritanandamayi Math
Il Mata Amritanandamayi Math (MAM) è una organizzazione caritatevole internazionale, fondata nel 1981 da Amritanandamayi e con sede nel villaggio di nascita della sua fondatrice (Alappad Panchayat, Distretto di Kollam, Kerala, India). Insieme all'organizzazione gemellata Mata Amritanandamayi Mission Trust ha condotto negli anni diverse attività caritatevoli: soccorso nei disastri naturali, assistenza medica per i poveri, iniziative ecologiche, lotta alla fame, istruzione scolastica per i poveri e altro ancora.

#### Riconoscimenti
Il 25 luglio 2005, in riconoscimento dei notevoli lavori di soccorso nei disastri naturali e delle altre attività umanitarie, l'Organizzazione delle Nazioni Unite conferisce al MAM lo Statuto Consultivo Speciale, tramite il Consiglio economico e sociale delle Nazioni Unite(ECOSOC), consentendo la collaborazione con le agenzie ONU.
Nel dicembre 2008 Il Dipartimento per l'Informazione Pubblica (DPI) dell'ONU ha assegnato al Mata Amritanandamayi Math lo stato di ONG associata per aiutare la sua opera di diffusione delle informazioni e la ricerca di questioni umanitarie.

### Embracing the World
Embracing the World (ETW) è una rete internazionale di organizzazioni umanitarie locali ispirate dall'operato di Amritanandamayi. Sotto il nome Embracing the World sono riconosciuti il MAM e le organizzazioni no-profit nel mondo legati ai progetti umanitari di Amritanandamayi. Embracing the World nasce per poter raggruppare le singole organizzazioni nazionali, ognuna con un proprio nome, sotto un'unica identità universale che include tutti i progetti umanitari di Amritanandamayi nel mondo.

## Bhajan
Per bhajan (sanscrito भजन) si intende un particolare tipo di canto devozionale della tradizione induista eseguito abitualmente nei templi e nelle case sia dei fedeli induisti che da cristiani e musulmani.
Amritanandamayi ha registrato più di 1000 bhajan in 35 lingue. Ha anche composto dozzine di bhajan intonate su raga (melodie) tradizionali. Sull'uso dei canti devozionali nelle pratiche spirituali, Amritanandamayi dice: “Se il bhajan è cantato con tutto sé stesso, da beneficio al cantante, agli ascoltatori e anche alla Natura. Più tardi quando gli ascoltatori rifletteranno sulle canzoni, proveranno a vivere in accordo con gli insegnamenti presenti in esse.” Amritanandamayi dice che nel mondo di oggi, è spesso difficile per le persone concentrarsi unicamente in un punto in meditazione, ma questa concentrazione può essere ottenuta più facilmente attraverso i canti devozionali.

## Cariche
- Fondatrice di Embracing the World
- Fondatrice & Presidente di Mata Amritanandamayi Math
- Fondatrice & Presidente di Mata Amritanandamayi Charitable Trust
- Fondatrice & Presidente di Mata Amritanandamayi Mission Trust
- Cancelliere di Amrita Vishwa Vidyapeetham University
- Fondatrice dell'Istituto di Scienze Mediche (Ospedale AIMS)

## Premi e riconoscimenti
Nel corso degli anni ha ricevuto svariati riconoscimenti dal forum internazionale per le sue attività umanitarie e ha tenuto numerosi discorsi in ambito internazionale.

### Riconoscimenti
- 1993. "Presidente della Fede Indù", Parlamento delle religioni del mondo.[48]
- 1993. "Premio Rinascimento Indù", Hinduism Today.
- 1998. "Care & Share", premio umanitaria internazionale dell'anno (Chicago).
- 2002. Karma Yogi dell'anno, Yoga Journal[49]
- 2002. Premio Gandhi-King per la Non-violenza, sede ONU di Ginevra.[50]
- 2005. L'Università di Tolone, in Francia la nomina International Patron Mother.
- 2005. Riceve il "Mahavir Mahatma Award" (Londra).[51]
- 2005. "Centenary Legendary Award of the International Rotarians".
- 2006. "James Parks Morton Interfaith Award", Interfaith Center of New York's, riconoscimento per il suo rilevante ruolo di guida spirituale e umanitaria.[52]
- 2006. "Philosopher Saint Sri Jnaneswara World Peace Prize".[53]
- 2007. Le viene consegnato il "Prix Cinéma Vérité" (Parigi).[54]
- 2008. Premio NML-UNESCO per l'alfabetizzazione nell'età adulta, India.[55]
- 2010. Laurea honoris causa, State University of New York, assegnata il 25 maggio 2010 presso il Buffalo campus.[56]
- 2012. Amma appare nella lista delle 100 personalità viventi più spiritualmente influenti nel mondo.[57]
- 2013. premiata con il primo "Vishwaretna Purskar (Gem of the Word Award)" in assoluto, Parlamento Indù, 23 aprile 2013.[58]
- 2013. Lo stato del Michigan proclama ufficialmente, in occasione del 60º compleanno di Amma, che quest'ultima è un vero cittadino del mondo e che le sue opere caritatevoli sono quindi riconosciute a livello internazionale.
- 2014. Scelta come una delle 50 leader religiose donne più influenti secondo il The Huffington Post.[59]

### Discorsi in ambito internazionale
- 1995. Discorso alla Celebrazione Inter-religiosa del 50° dell'ONU, New York.[60]
- 2000. Discorso presso la conferenza per la pace dell'ONU, New York, Millennium World Peace Summit.[61]
- 2002. Ha tenuto il discorso principale al "Global Peace Initiative of Women Religious and Spiritual Leaders" presso la sede ONU di Ginevra.[62]
- 2004. Ha tenuto il discorso principale e di intervento di chiusura al Parlamento delle Religioni del Mondo, Barcellona.[63]
- 2008. Ha tenuto un discorso alla Iniziativa di Pace Globale delle Donne, Jaipur (India).[64]

## Controversie

### Morti sospette
Sreeni Pattathanam scrisse un libro su Amritanandamayi, pubblicato nel 1985: Matha Amritanandamayi: Divya Kathakalum Yatharthyavum. L'autore sostiene che presso l'ashram Amritapuri ci siano state morti sospette che necessitano investigazioni da parte della polizia.
Il 9 agosto 2002 un quotidiano di proprietà del Partito Comunista d'India pubblicò un articolo con critiche simili, per poi scusarsi con un altro articolo che affermava l'opposto pochi giorni dopo. L'articolo prosegue descrivendo come i parenti dei defunti avevano contattato personalmente il giornale al fine di correggere le informazioni sbagliate. Nel 2004, il governo statale di Kerala sanzionò Patthathanam, il proprietario della casa editrice e lo scrittore del libro di critiche, motivando la questione con il fatto che dei sentimenti religiosi erano stati offesi, e per i contenuti offensivi e diffamatori del libro.

### Patrimonio e fonti di reddito
Nel maggio 2008, il presidente del gruppo razionalista Kerala Yukthivadi Sangham ha esortato il governo dello Stato per svolgere indagini sul patrimonio di Amritanandamayi, perché fin dalla pubblicazione di un articolo controverso un anno prima erano sorti dei sospetti sul reddito di Amma e di alcune ONG ad essa legate.
Nel giugno 2008 lo scrittore indiano Sukumar Azhikode ha chiesto al governo di controllare la fonte di aiuti stranieri ricevuti dall'organizzazione di Amma. Secondo Azhikode, Amritanandamayi è una persona innocente che è stata utilizzata per perseguire interessi fraudolenti, e che le sue fonti di reddito sono quindi sospette.

## Documentari
- 1999. River of Love: A Documentary Drama on the Life of Ammachi.
- 2000. Louis Theroux's Weird Weekends, in "Indian Gurus", BBC.
- 2005. Darshan: The Embrace, di Jan Kounen.
- 2007. In God's Name, di Jules e Gédéon Naudet.
- 2022. Amma’s Way un abbraccio al mondo, di Anna Agnelli